# ビーチ・シャーク
『ビーチ・シャーク』（原題：SAND SHARKS）は、2011年のアメリカ合衆国の映画。

## キャスト
| 役名               | 俳優                         | 日本語吹替 |
| ------------------ | ---------------------------- | ---------- |
| ジミー・グリーン   | コリン・ネメック             | 檀臣幸     |
| サンディ・パワーズ | ブルック・ホーガン           | 北西純子   |
| ブレンダ・ストーン | ヴァネッサ・リー・エヴィガン | 丸山雪野   |
| アマンダ・ゴア     | ジーナ・ホールデン           | 平野夏那子 |
| ジョン・ストーン   | エリック・スコット・ウッズ   | 志村知幸   |
| マット             | キャメロン・ラーソン         | 櫻井トオル |

- その他の吹替版キャスト: 宝亀克寿、永田昌康、森谷里美、菊本平、山内健嗣